# Ciśnienie promieniowania

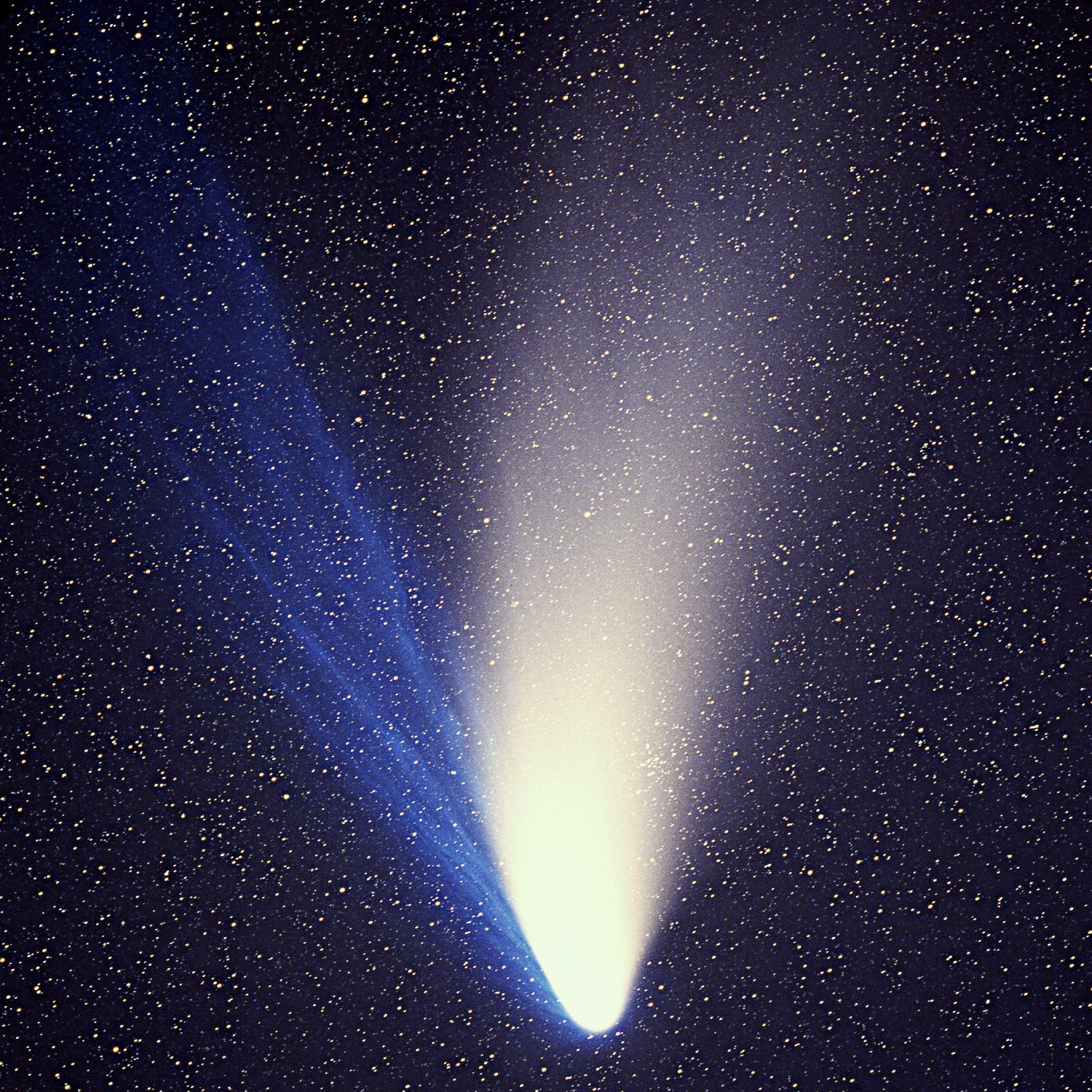
Kometa Hale’a-Boppa (C/1995 O1). Ciśnienie promieniowania słonecznego oraz wiatr słoneczny oddzielają ogon pyłowy od gazowego.

Ciśnienie promieniowania – ciśnienie wywierane na powierzchnię przez padające na nią lub emitowane promieniowanie elektromagnetyczne lub ciśnienie w ośrodku, w którym rozchodzi się promieniowanie. Po zaabsorbowaniu, odbiciu lub rozproszeniu wytwarza ono ciśnienie odpowiadające gęstości strumienia energii podzielonej przez prędkość światła. Przykładowo promieniowanie słoneczne docierające do Ziemi ma gęstość strumienia energii równą 1370 W/m² (stała słoneczna), zatem ciśnienie promieniowania przy pochłonięciu promieniowania wynosi 4,7 µPa.
Ciśnienie promieniowania jest bardzo słabe, ale można je wykryć przy pomocy radiometru Nicholsa.

## Odkrycie
Johannes Kepler w 1619 roku zauważył, że odchylenie warkocza komety w stronę przeciwną Słońcu świadczy o wywieraniu ciśnienia na niego przez światło słoneczne. Leonhard Euler w 1746 roku wykazał, że fala może nadać pęd obiektowi na swojej drodze. Skoro światło jest falą sądzono, że światło także działa siłą na obiekty, na które pada, jednak nie potrafiono określić ani zmierzyć tego nacisku. Dopiero w 1873 roku James Clerk Maxwell wykazał, że ciśnienie promieniowania jest bezpośrednią konsekwencją jego równań elektromagnetyzmu i podał przewidywania teoretyczne co do jego wielkości. Istnienia ciśnienia promieniowania dowiedli eksperymentalnie Piotr Lebiediew w 1900 roku oraz Nichols i Hull w 1901. W 1905 roku Albert Einstein wyjaśnił efekt fotoelektryczny jako efekt pochłaniania kwantów światła, konsekwencją czego są fluktuacje ciśnienia światła zauważone przez Campbella w 1909.

## Wartość ciśnienia promieniowania
Dla promieniowania padającego prostopadle na powierzchnię, ciśnienie promieniowania, które jest pochłaniane jest równe:
{\displaystyle p={\frac {E_{f}}{c}},}
gdzie:
{\displaystyle E_{f}} – strumień energii na jednostkę powierzchni, czyli energia przenoszona w jednostce czasu przez jednostkową powierzchnię prostopadłą do promieniowania [W/m²],
{\displaystyle c} – prędkość światła [m/s].
Jeżeli promieniowanie odbija się, to ciśnienie jest dwa razy większe.

## Słoneczne żagle
Żagle słoneczne, zaproponowane jako metoda napędu misji kosmicznych, używałyby ciśnienia promieniowania Słońca jako siły napędowej. Cosmos 1, przedsięwzięcie The Planetary Society, miał używać tego typu napędu. Innym projektem jest napęd fotonowy.

## Ciśnienie promieniowania a teoria panspermii
Niewielkie obiekty organiczne, jak bakterie czy zarodniki, mają wystarczająco duży stosunek powierzchni do masy, by móc efektywnie przemieszczać się pod wpływem ciśnienia promieniowania. Teoria głosząca, iż życie przybywa na różne planety z przestrzeni kosmicznej (na przykład w ten sposób), nazywa się panspermią.

## Ciśnienie promieniowania termicznego
Ciało w jednorodnym polu promieniowania (równe intensywności ze wszystkich kierunków) doświadcza ściskania. Zaś ciało promieniujące energię wywiera ciśnienie na warstwy zewnętrzne. Ciśnienie promieniowania nie zależy od rodzaju promieniowania, jest równe jednej trzeciej całkowitej energii promieniowania na jednostkę objętości w tej przestrzeni. Dla promieniowania termicznego, ciśnienie promieniowania może być wyrażone wzorem:
{\displaystyle P={\frac {u}{3}}={\frac {4\sigma }{3c}}T^{4},}
gdzie:
{\displaystyle T} – temperatura w skali bezwzględnej,
{\displaystyle \sigma } – stała Stefana-Boltzmanna,
{\displaystyle c} – prędkość światła w próżni.
Ciśnienie promieniowania termicznego jest proporcjonalne do czwartej potęgi temperatury zaś ciśnienie wywołane ruchem cząstek jest proporcjonalne do temperatury, dlatego ciśnienie promieniowania odgrywa ważną rolę w kształtowaniu zjawisk zachodzących w obiektach astronomicznych, szczególnie w wysokiej temperaturze.

## Rola ciśnienia promieniowania w ładunkach termonuklearnych
Ciśnienie promieniowania, które powstaje w wyniku eksplozji pierwszego stopnia ładunku termonuklearnego, jest głównym czynnikiem powodującym zainicjowanie reakcji fuzji w stopniu drugim. Ściśnięcie paliwa fuzyjnego głównie promieniowaniem powoduje podgrzanie go do temperatury, w której fuzja jest możliwa.